# Villa Lampedusa
Villa Lampedusa è una villa che si trova a Palermo, costruita come residenza suburbana all'epoca di Ferdinando IV di Borbone, che aveva una residenza estiva, la cosiddetta Casina Cinese, nei pressi della quale la nobiltà siciliana costruiva le proprie ville di campagna. All'inizio del XVIII secolo venne fatta edificare da don Isidoro Terrasi, nel 1756 vennero effettuati alcuni lavori di ristrutturazione su progetto di Giovanni Del Frago, architetto. Degne di note le decorazione eseguite da Gaspare Fumagalli. La villa appartenne poi ai Principi Alliata di Villafranca ed infine ai Tomasi di Lampedusa.
All'epoca del romanzo Il Gattopardo era più noto come "Osservatorio ai Colli del Principe di Lampedusa"  dall'attività prediletta dell'allora proprietario, Giulio Fabrizio Tomasi, bisnonno di Giuseppe Tomasi di Lampedusa e figura storica a cui lo scrittore si ispirò per il personaggio di Principe Fabrizio Salina, protagonista del romanzo Il Gattopardo. Appariva come una costruzione a due piani, alle spalle del corpo principale della villa; il primo piano costituiva probabilmente lo studio, mentre il secondo, con la copertura a cupola, la specola vera e propria. Alcuni degli strumenti in uso del principe sono oggi conservati presso il Museo dell'Osservatorio astronomico di Palermo. Fra questi i più rilevanti sono il telescopio azimutale Merz, il telescopio equatoriale di Lerebours & Secretan e il telescopio altazimutale di Worthington.
Alla sua morte, avvenuta nel 1885, l'Osservatorio ai Colli fu frazionato fra gli eredi e la strumentazione astronomica venduta.